# Layeş Abdullayeva
Layeş Abdullayeva (ur. 29 maja 1991 w Addis Abebie jako Abelav Layes Tsige) – pochodząca z Etiopii azerska lekkoatletka specjalizująca się w biegach średniodystansowych i długodystansowych.
Od 1 lutego 2009 reprezentowała Azerbejdżan. Dwukrotna medalistka mistrzostw Europy juniorów (2009). W 2010 zdobyła brąz mistrzostw świata juniorów. Rok później, podczas młodzieżowych mistrzostw Europy w Ostrawie, zdobyła dwa złote medale. Podczas igrzysk olimpijskich w Londynie (2012) odpadła w eliminacjach na 5000 metrów. W 2013 zdobyła srebro młodzieżowych mistrzostw Europy, a na koniec roku ogłosiła zakończenie kariery z powodu kontuzji pleców.

## Sukcesy sportowe
- 2009 – Nowy Sad, mistrzostwa Europy juniorów – dwa srebrne medale, w biegach na 1500 metrów oraz 3000 metrów z przeszkodami
- 2010 – Moncton, mistrzostwa świata juniorów – brązowy medal w biegu na 3000 metrów
- 2010 – Doha, halowe mistrzostwa świata – 7. miejsce w biegu na 3000 metrów
- 2011 – Ostrawa, młodzieżowe mistrzostwa Europy – dwa złote medale w biegach na 10 000 i 5000 metrów
- 2012 – Helsinki, mistrzostwa Europy – 14. miejsce w biegu na 5000 metrów
- 2013 – Tampere, młodzieżowe mistrzostwa Europy – srebrny medal w biegu na 5000 metrów
- czterokrotna mistrzyni Azerbejdżanu

## Rekordy życiowe
- bieg na 1500 metrów – 4:16,63 – Nowy Sad 26/07/2009
- bieg na 3000 metrów (stadion) – 8:55,33 – Moncton 19/07/2010 (rekord Azerbejdżanu[3])
- bieg na 5000 metrów – 15:29,47 – Ostrawa 17/07/2011 (rekord Azerbejdżanu[4])
- bieg na 10 000 metrów – 32:18,05 – Ostrawa 15/07/2011 (rekord Azerbejdżanu[5])
- półmaraton – 1:11:27 – Nowe Delhi 01/11/2009
- bieg na 3000 metrów z przeszkodami – 9:34,75 – Barcelona 30/07/2010 (rekord Azerbejdżanu)

- bieg na 1500 metrów (hala) – 4:18,07 – Baku 20/02/2010 (rekord Azerbejdżanu)
- bieg na 3000 metrów (hala) – 8:49,65 – Doha 12/03/2010 (rekord Azerbejdżanu)